# Chamutická lípa
Chamutická lípa je památný strom u vsi Chamutice, jihozápadně od Sušice. Lípa velkolistá (Tilia platyphyllos) roste asi ½ km severozápadně od Chamutic, naproti křížku u polní cesty z Chamutic do Petrovic, v nadmořské výšce 572 m. Je přibližně 300 let stará, obvod jejího kmene měří 500 cm a koruna stromu dosahuje do výšky 19 m (měření 2012). Lípa je chráněna od roku 1978 jako esteticky zajímavý strom, krajinná dominanta, významný habitus, významný stářím a vzrůstem.

## Stromy v okolí
- Kněžický klen (1,4 km sz.)
- Kojšická lípa (1,0 km j.)
- Lípa pod penzionem v Jiřičné (0,9 km jz.)
- Lípa pod statkem v Chamuticích (400 m jv.)
- Tichých lípa (Kojšice, 0,9 km j.)
- Trsická lípa (0,7 km sv.)
- Vlastějovská lípa (1,9 km jz.)
- Volšovská lípa (2,8 km v.)